# Rompetrol
Grupul Rompetrol (BVB: RRC) este o companie multinațională, cu activități in 12 țări și activitate constantă în regiunea Mării Negre și Mării Mediterane. Rompetrol este marca principală a KMG International și unul dintre cele mai cunoscute și populare branduri de origine românească la nivel internațional. Brandul Rompetrol este asociat cu istoria sa îndelungată de peste 40 de ani, fiind inițial compania care reprezentă industria românească de petrol și gaze la nivel internațional, dezvoltându-se ulterior într-o companie petrolieră internațională cu operațiuni în 12 țări, cunoscută ca The Rompetrol Group N.V.
Cele aproximativ 20 de firme care alcătuiesc Grupul Rompetrol activează în principal în rafinare și downstream (în aval), cu implicare în proiecte complementare din explorare și producție, foraj, servicii petroliere, servicii de ecologie industrială și alte servicii conexe, în Franța, România, Spania și Sud-Estul Europei
În 2007, KazMunaiGaz cumpără 75% din acțiunile Grupului devenind acționarul majoritar, iar în 2009 achiziționează restul de 25% din acțiuni. KMG International N.V. (fostul Grup Rompetrol N.V.) este subsidiară a KazMunayGas (KMG), compania națională de petrol și gaze din Kazahstan, companie cu activități în domenii precum: rafinare, petrochimie, retail, trading, explorare, producție și servicii industriale.
În 2014, Consiliul de Administrație a adoptat o rezoluție prin care Rompetrol Group a fost redenumit 'KMG International. Schimbarea numelui companiei a făcut parte din strategia de dezvoltare a brandului - KazMunayGas, dar și de valorificare a activităților sale. Brandul “umbrelă” este o condiție prealabilă pentru consolidarea poziției pe piață a grupului de firme sub marca KMG, atât în România, cât și pentru intrarea cu succes pe alte piețe externe.
Deși numele a fost schimbat în KMG International, marca Rompetrol va continua să fie utilizată în cadrul segmentului de distribuție la nivelul întregii companii, fiind un brand puternic, atât la nivel local cât și la nivel internațional.
Rețeaua de retail a companiei operează sub brandul "Rompetrol" și include peste 1.100 de puncte de distribuție carburanți în România, Georgia, Bulgaria, Republica Moldova, în Franța și Spania, unde deține și marca Dyneff.
KMG International va continua extinderea pe piețele principale, va optimiza în continuare activitatea curentă, cu scopul de a dezvolta brandul Rompetrol pe piața europeană; de asemenea, va continua să reprezinte cea mai importantă investiție a statului kazah pe piața internațională.
Compania Rompetrol a fost înființată în anul 1974 ca să exporte know-how-ul românesc în domeniul industriei de petrol și gaze pe plan internațional. A avut lucrări de: construcție conducte, foraj, construcție rezervoare de depozitare în Libia, Iordania, Yemen, Egipt.
În anul 1993, compania este privatizată prin metoda MEBO, iar cifra de afaceri scade în următorii ani la aproximativ 6 milioane de dolari. (Rafinăria Petromidia nu făcea parte din companie).
În anul 1998 Dinu Patriciu cumpără pachetul majoritar de acțiuni împreună cu un grup de investitori. 
În anul 1999 Rompetrol cumpără Rafinăria Vega din Ploiești, unicul producător de solvenți de polimerizare, benzină de extracție, white spirits, diverse categorii speciale de bitum și catalizatori pentru sectoarele de procesare a țițeiului și petrochimice. 
În anul 2000 este creat holding-ul Rompetrol Group B.V., cu sediul central în Amsterdam, Țările de Jos, care include firma Rompetrol și companiile asociate. Este achiziționată compania Petros (în prezent Rompetrol Well Services) – furnizor unic de servicii și echipamente (închiriere) pentru sondare și foraj.
Cea mai importantă achiziție a grupului a fost cumpărarea rafinăriei Petromidia, în anul 2001.
Rompetrol a fost cel mai mare exportator din România în anul 2008, cu un volum total al vânzărilor pe piețele externe de peste 1,6 miliarde de dolari.
Grupul Rompetrol este organizat în patru Unități de Afaceri: Rafinare și Petrochimie, Retail, Trading, Dezvoltare corporativă (cuprinde divizia de Upstream (în amonte) și companiile de servicii).
Diviziile Rompetrol sunt Rompetrol Petrochemicals, Rom Oil, Rompetrol Downstream și Rompetrol Logistics (împreună cu subsidiara Rompetrol Gas).
Număr de angajați în 2009: 9.600

## Istoric
Rompetrol SA era înainte de 1989 una din cele 45 de companii de export-import ale României.
- 1974: Se înființează Rompetrol, reprezentant al industriei petroliere autohtone pe piața internațională[9].
- 1993: Rompetrol se privatizează prin metoda MEBO; cifra de afaceri a companiei scade în anii imediat următori privatizării la sub 6 milioane de dolari[5].
- 1998: Omul de afaceri Dinu Patriciu și un grup de investitori locali achiziționează pachetul majoritar de acțiuni și majorează capitalul
- 1999: Începe procesul de formare a Grupului Rompetrol, compania realizând prima achiziție majoră, rafinăria Vega Ploiești. În doar 9 luni de la preluare, cifra de afaceri a rafinăriei Vega s-a triplat.
- 2000: Rompetrol preia Petros – unicul furnizor de servicii la sondă din România la acea dată, redenumit ulterior Rompetrol Well Services SA.
- 2001: Grupul Rompetrol realizează principala sa achiziție - rafinăria Petromidia, în urma semnării contractului de vânzare–cumpărare cu Fondul Proprietății de Stat (FPS). Petromidia și-a schimbat numele în Rompetrol Rafinare SA.
- 2003: Rompetrol desfășoară un program complex de extindere a rețelei de stații de carburanți în întreaga țară. Pentru a facilita extinderea și a fluidiza distribuția de produse către alți clienți, Rompetrol creează rețele de depozite en-gros, în locații strategice pe teritoriul României (Arad, Craiova, Șimleul-Silvaniei, Zărnești, Vatra Dornei, Constanța, București-Mogoșoaia). Astăzi, aceste depozite alimentează rețeaua națională a companiei, care include peste 100 de benzinării proprii și 150 de stații Partener Rompetrol.
- 2004: Rompetrol Rafinare este listată la Bursa de Valori București. Profitul operațional al rafinăriei crește de peste 5 ori față de anul anterior, reușind să atingă un nivel de 86,4 milioane dolari. Rompetrol Rafinare înregistrează un profit operațional pentru prima dată în cei 30 de ani de activitate, de 11 milioane dolari. În urma cumpărării Petrom, compania OMV vinde un pachet de 25,1% acțiuni Rompetrol către managementul Rompetrol.
- 2005: Rompetrol achiziționează rețeaua de benzinării Dyneff din Franța, triplându-și cifra de afaceri. În plus, Grupul își incepe activitatea în Albania și Georgia și deschide o reprezentanță la Moscova.
- 2006: Rompetrol înființează Rompetrol Ucraina.
- 2007: În luna august compania kazahă KazMunaiGaz a achiziționat 75% din acțiunile Rompetrol Group contra sumei de 2,7 miliarde euro. Dinu Patriciu, fondatorul Rompetrol, controla înainte de vânzarea participației majoritare către compania kazahă 80% din acțiunile grupului, iar partenerul său american Phillip Stevenson restul de 20%. În urma tranzacției, participația lui Patriciu s-a redus la 20%, iar a lui Stevenson la 5%.[10]
- 2009: în luna iunie KazMunaiGaz achiziționează și restul de 25% din acțiuni, deținând astfel control total de 100% asupra companiei.[11].
- 2010: la data de 30 septembrie, statul Român a reintrat în acționariatul Rompetrol Rafinare, cu o participație de 44,69% din capital, ca urmare a conversiei în acțiuni a obligațiunilor pe care KazMunaiGaz nu le-a răscumpărat până la data scadenței[12].
- 2013: Guvernul României se decide să vândă 26% din acțiunile Petromidia către Rompetrol, cu condiția ca Rompetrol să renunțe la orice alte procese împotriva statului român[13].
- 2014: Grupul Rompetrol NV. se va redenumi KazMunaiGaz Internațional NV, ca parte a procesului de integrare a activităților și operațiunilor în cadrul unicului său acționar - KazMunaiGaz (KMG). Brandul Rompetrol va fi folosit în continuare în cadrul segmentului de distribuție, acesta fiind un brand recunoscut atât pe plan local, cât și internațional. Schimbarea identității vizuale în acord cu noul nume, în Europa și în regiunea Mării Negre, va avea loc treptat[14].
- 2015: China Energy Company (CEFC) a preluat o participație de 51% la KMG International (KMGI), fostul Rompetrol Group.

- 2018: Tranzacția privind preluarea de către grupul chinez CEFC China Energy Company Ltd. a unui pachet de 51% din acțiunile companiei petroliere KMG International NV, fostul Rompetrol Group, a eșuat. Anterior a fost anunțat că CEFC Shanghai International Group, o filială a China CEFC Energy, a ratat plata unor obligațiuni în valoare de 2,09 miliarde de yuani (327,3 milioane de dolari), intrând astfel în incapacitate de plată pe fondul măsurilor luate în China pentru combaterea riscurilor financiare. [15]

## Activitate
Upstream
Rompetrol Upstream coordonează activitățile de foraj, serviciile de sondă și pe cele de explorare și producție (E&P, Drilling și Well Services-Petros) ale grupului Rompetrol în România și la nivel internațional. Ariile de interes și activitate se concentrează pe țărmul Mării Negre și al Mării Caspice, în Orientul Mijlociu și în Africa de Nord.
Rafinare
Cele două rafinării ale grupului Rompetrol, Rompetrol Rafinare (Petromidia, poziționată la Marea Neagră în Năvodari) și Vega (Ploiești) acoperă împreună 32% din capacitatea de rafinare a României.
Rompetrol Rafinare este cea mai modernă rafinărie din România, cu o capacitate instalată de prelucrare de 4,8 milioane de tone de materie primă pe an și 3,3 milioane de tone de țiței prelucrate în 2005. 
Rafinăria Vega, cu o capacitate instalată de prelucrare de 500.000 de tone pe an, este o rafinărie mică dar flexibilă care s-a specializat pe prelucrarea de materii prime alternative și pe producția de solvenți ecologici, bitum cu destinație specială, carburanți ecologici pentru încălzire și alte produse specializate.
Downstream
La sfârșitul anului 2010, Rompetrol Downstream opera 788 de stații (131 stații proprii, 153 stații Partener, 151 stații Expres și 353 baze interne).

## Rompetrol în Georgia
În anul 2007, Rompetrol a rulat o cifră de afaceri de 43,5 milioane euro prin cele 25 de benzinării din Georgia.

## Rompetrol în Republica Moldova
ÎM. Rompetrol Moldova SA își începe activitatea în anul 2002. În prezent (2014) filiala deține 77 de stații de alimentare cu petrol în Republica Moldova, din acestea 25 sunt în Chișinău. Pe lângă acestea, compania mai dispune de baruri, magazine, stații de carburanți și spălătorii auto amplasate în perimetrul benzinăriilor.

## Responsabilitate socială
„Energia vine din suflet” este platforma de CSR a companiei multinaționale Rompetrol și are rolul de a sprijini și oferi finanțare în diferite domenii care au nevoie. Platforma încurajează micile comunități să-ți promoveze inițiativele, fapt pentru care în 2009 a fost creat programul „Împreună pentru fiecare”, cel mai reprezentativ proiect din cadrul platformei.
„Împreună pentru fiecare” este un proiect de responsabilitate socială care are ca scop dezvoltarea, susținerea și implementarea, cu ajutorul ONG-urilor, autorităților locale și persoanelor cu atitudine civică, proiectelor din domeniul sănătății și al protecției mediului..
Proiectul a avut rezultate foarte bune în ambele domenii abordate. În domeniul sănătății au fost reabilitate 8 unități medicale (7 în mediu rural, 1 în mediu urban) renovate și dotate cu mobilier/instrumentar medical (260 voluntari implicați), iar în domeniul de protecție a mediului 770 voluntari s-au implicat în activități de ecologizare, reabilitare spații verzi dar și programe de învățare și informare în cadrul școlilor din țară..
Pe lângă programul național „Împreună pentru fiecare„ aceasta mai include și diferite parteneriate cu diferite organizații non-guvernamentale. Între acestea există un parteneriat cu SMURD și Inspectoratul General de Aviație, prin care sprijină transportul medical aerian de urgență și cu Ovidiu Rom Association prin care promovează campania „Fiecare Copil în Grădiniță”. De asemenea au susținut și Festivalul de Muzică George Enescu, atât în 2011 cât și în 2013, festival care se desfășoară timp de o lună în mai multe orașe din țară.

## Puncte de vânzare
În anul 2009, compania deținea 1.060 puncte de vânzare (majoritatea benzinării), din care majoritatea sunt în România.
În Franța, compania a cumpărat lanțul Dyneff în anul 2005.
Evoluția numărului de puncte de vânzare:
| Țară         | 2009  | 2008 |
| ------------ | ----- | ---- |
| România      | 768   | 610  |
| Franța       | 157   | 164  |
| Bulgaria     | 73    | 73   |
| Rep. Moldova | 14    | 11   |
| Total        | 1.060 | 900  |

## Rezultate financiare
Cifra de afaceri:
- 2012: 4,6 miliarde dolari[24]
- 2011: 4,8 miliarde dolari[24]
- 2010: 3,5 miliarde dolari[17]
- 2009: 3,1 miliarde dolari[17]
- 2008: 8,7 miliarde dolari[25]
- 2006: 5,65 miliarde dolari[26]
- 2005: 5 miliarde dolari[27]
- 2004: 1,15 miliarde euro[28]

Profitul operațional:
- 2006: 164 milioane dolari[26]
- 2005: 164 milioane dolari[26]

Profitul net:
- 2010: -193,1 milioane dolari (pierdere)[17]
- 2010: -173,7 milioane dolari (pierdere)[17]
- 2004: 7,7 milioane Euro

## Controverse
Cea mai mare și una din cele mai profitabile companii românești, Rompetrol a fost implicată într-un scandal legat de privatizarea rafinăriei Petromidia și de listarea la bursă a Grupului. Fostul acționar majoritar Dinu Patriciu (unul din liderii Partidului Național Liberal) și colaboratorii săi au fost acuzați de diverse infracțiuni economice de natură penală. Procesele Petromidia au însă un pronunțat caracter politic, fiind comparabile cu procesul care a afectat compania rusă Yukos. Suspendarea președintelui Traian Băsescu din aprilie 2007 a fost legată în presă de "petro-liberali", aluzie voalată la Rompetrol.
Altă situație controversată a privit ștergerea datoriilor Rompetrol de către Guvernul României, în ianuarie 2014, în contextul privatizării rafinăriei Midia Năvodari. Premierul Victor Ponta a semnat actul normativ prin care statul și-a propus să încaseze efectiv doar 270 din cele 760 de milioane de dolari cu care a creditat Rompetrol în 2003.